# فرخانی
فرخانی (ترکی آذربایجانی: Fərxani) یک منطقهٔ مسکونی در جمهوری آرتساخ است که در استان شاهومیان واقع شده‌است.